# Керштенс, Иоганн Христиан
Иоганн Христиан Керштенс (нем. Johann Christian Kerstens; 17 декабря 1713, Штаде — 13 июля 1802, Киль) — первый профессор медицинского факультета Московского университета, доктор медицины и магистр философии.

## Биография
Высшее образование получил в Галльском университете, где в 1749 году защитил магистерскую диссертацию «О густоте крови» (на латыни). Продолжил изучение медицины в Лейпцигском университете, где напечатал две диссертации «De maturalione ut causa perfectionis corporum organicorum» и «De maturalione ut causa novae valletudinis» (1757) и получил степень доктора медицины.
В 1758 году прибыл, по приглашению, в Российскую империю для чтения лекций по химии и минералогии в Московском университете. Он был первым профессором в университете по медицинскому факультету и отделению естественных наук, а также врачом университетской больницы — в порядке исключения, по ходатайству куратора университета И. И. Шувалова Медицинская коллегия предоставила ему право медицинской практики без положенного испытания. «Для приготовления тех, которые желают обучаться Медицине, он преподавал теоретическую и экспериментальную Физику, а по окончании этой науки Минералогию, следую Картгейзеру». Лекции читались им на немецком и латинском языках.
В 1760 году Керштенс возглавил вновь созданную в московском университете химическую научно-учебную лабораторию.
В 1763 году читал минералогию с «рудокопной и пробирной химией», в 1764 году — «врачебное веществословие» (фармакологию). В 1769 году прочитал публичную лекцию на латинском языке, опубликованную позднее на русском языке, «Наставления и правила врачебные для деревенских жителей в России», в которой предложил меры по борьбе с высокой детской смертностью и заболеваемостью сельского населения, оформив их в виде правил по соблюдению образа жизни. Сверх того он состоял врачом университетской больницы и заведовал богатым минералогическим кабинетом (до 6000 предметов), подаренным университету наследниками Акинфия Никитича Демидова.
В 1770 году Керштенс вернулся в Германию, преподавал в университете Киля. В его переводе в 1774—1784 годах выходили многочисленные труды швейцарского медика Самюэля Тиссо.